# 야마다 교야
야마다 교야(일본어: 山田 恭也, 2001년 7월 29일~)는 일본의 축구 선수이다.

## 구단 경력
그는 2020년 J2리그의 파지아노 오카야마에 입단했다. 2022년와 2023년 일본 풋볼 리그의 고치 유나이티드 SC와 베르스파 오이타에서 뛰었다. 2024년후 현역 은퇴.